# Damaszka
Damaszka – wieś kociewska w Polsce położona w województwie pomorskim, w powiecie tczewskim, w gminie Tczew. Wieś wchodzi w skład sołectwa Boroszewo.
W latach 1975–1998 miejscowość administracyjnie należała do województwa gdańskiego.